# Himalia (maan)

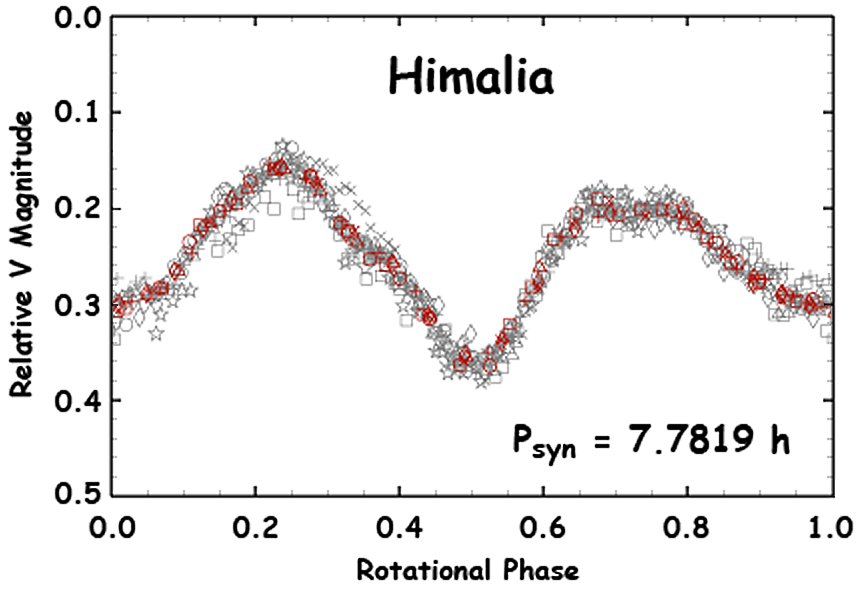
de lichtkromme van Himalia in 2010

Himalia is een natuurlijke maan van Jupiter. Ze werd ontdekt door Charles Dillon Perrine in het Lick-observatorium in 1904 en werd vernoemd naar de Cypriotische nimf Himalia, die drie (buitenechtelijke) zonen van Zeus gebaard heeft.
Pogingen met de Voyager en Galileo ruimtesondes een foto te schieten waren niet succesvol. Op 19 december 2000 lukte de Cassini ruimtesonde het een foto te maken. De weinige informatie die dit opleverde wijst op een samenstelling van relatief licht materiaal. De sterk afwijkende glooiingshoek van de maan wijst er op dat zij wellicht niet altijd deel heeft uitgemaakt van het manenstelsel. Wellicht is ze een ingevangen planetoïde.
Himalia heeft pas in 1975 haar naam gekregen. Daarvoor werd ze Jupiter VI genoemd. Het is het grootste lid van de Himalia groep (Leda, Himalia, Lysithea, Elara en S/2000 J11).